# Ámon von Gregurich
Ámon Maria von Gregurich (ur. 26 maja 1867 w Hietzing, zm. 28 czerwca 1915 w Mukaczewie) – węgierski szermierz, olimpijczyk.
Kawaler. W 1895 roku został mistrzem Węgier, a rok później wicemistrzem Węgier w szabli. W 1897 roku ukończył studia. W latach 1895–1897 trenował szermierkę u Włocha Luigiego Barbasettiego, zostając specjalistą w walce szablą. W latach 1900–1905 był nauczycielem w wojskowej szkole jeździeckiej w Wiedniu. Jako podpułkownik był członkiem K.u.k. Husaren. Zginął podczas I wojny światowej w potyczce pod Mukaczewem.
Brał udział w Letnich Igrzyskach Olimpijskich 1900 jako uczestnik zawodów w szabli amatorów. Uzyskał awans do części finałowej, do której dotarło ośmiu zawodników. W niej uzyskał cztery zwycięstwa i trzy porażki, kończąc zawody na czwartym miejscu.